# Effektstorlek
En effektstorlek är ett standardiserat statistiskt mått som kan användas för att bedöma och tolka storleken på ett statistiskt resultat. I och med att effektstorlekar är standardiserade kan de användas för att jämföra resultat som har uppmätts i olika enheter. Effektstorlekar är främst relevanta för bivariata statistiska analyser eftersom multivariata analyser kan ha olika struktur och därför inte låter sig jämföras genom standardiserade mått. 
Några vanliga exempel på effektstorlekar är följande: Pearson's r (som används för korrelationsanalyser) och Cohen's d (som används för medelvärdestest).
För varje effektstorlek finns konventionellt överenskomna gränsvärden som används för att tolka resultatens storlek. Några av de mest etablerade och välanvända gränsvärdena för att tolka effektstorlekar angavs av Jacob Cohen. Enligt Cohen kan Pearson's r tolkas med hjälp av följande gränsvärden: r > 0,1 = liten effekt, r > 0,3 = medelstor effekt, r > 0,5 = stor effekt. För Cohen's d gäller följande gränsvärden: d > 0,2 = liten effekt, d > 0,5 = medelstor effekt, d > 0,8 = stor effekt.